# Universidad Erasmo de Róterdam
Universidad Erasmo de Róterdam (en neerlandés: Erasmus Universiteit Rotterdam, abreviada como EUR) es una universidad pública situada en la ciudad de Róterdam (Países Bajos) nombrada en honor a Erasmo de Róterdam, humanista y teólogo del siglo XV.
En 2020, contaba con un presupuesto de 732 millones de euros y 39 150 alumnos.

## Facultades
Erasmus University Rotterdam es única en su oferta de programas enseñados en inglés que van desde Administración de Empresas Internacionales hasta Artes Liberales y Ciencias. 
Cuenta con 26 títulos de grado y más de 100 programas de máster, todos de ellos acreditados. 
La universidad cuenta con siete facultades y está enfocada en cuatro áreas:
- Salud: Faculty of Medicine and Health Sciences/Erasmus MC y Erasmus School of Health Policy & Management (ESHPM).
- Economía: Erasmus School of Economics (ESE) y Rotterdam School of Management (RSM).
- Gobierno: Erasmus School of Law (ESL) y Erasmus School of Social and Behavioural Sciences (ESSB).
- Cultura: Erasmus School of History, Culture and Communication (ESHCC), Erasmus School of Social and Behavioural Sciences (ESSB) y Erasmus School of Philosophy (ESPhil).

## Rankings
La Universidad Erasmo de Róterdam se posiciona entre las 100 mejores universidades del mundo en diversos rankings internacionales. En 2019 la universidad ocupó el 69.º puesto en el ranking del Times Higher Education y el 68.º puesto en el Shangai Academic Ranking. En 2017 la universidad se posicionó entre las 10 mejores escuelas de negocio en Europa en el ranking del Financial Times.